# Hannah Witton

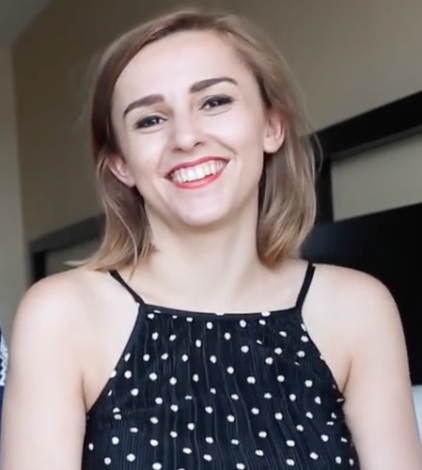
Hannah Witton

Hannah Witton (geboren am 19. Februar 1992) ist eine britische Webvideoproduzentin und Autorin. Auf ihrem gleichnamigen Youtube-Kanal sprach sie über Sexualität, Beziehungen, chronische Krankheiten und Behinderung. Sie benutzt ihre persönlichen Erfahrungen, um mit Tabuthemen zu brechen.

## Leben
Hannah Witton wuchs in Manchester auf und verbrachte ein Jahr ihrer Kindheit in Austin, Texas. Später besuchte sie das katholische Loreto Sixth Form College in Hulme. Sie kommt aus einem säkularen Elternhaus, in dem sehr offen über das Thema Sexualität gesprochen wurde. Dies beeinflusste ihre spätere berufliche Beschäftigung mit dem Thema sexuelle Aufklärung. Witton studierte von 2011 bis 2014 Geschichte an der Universität Birmingham. Nach ihrem Bachelorabschluss zog sie nach London, wo sie seitdem hauptberuflich als Youtuberin tätig ist.
Als Witton sieben Jahre alt war, wurde bei ihr eine Colitis ulcerosa diagnostiziert. Im Dezember 2017 erlitt sie einen akuten Schub der Erkrankung, welcher eine Ileostomie erforderte.

## Karriere
Im April 2011 veröffentlichte Witton ihr erstes YouTube-Video unter dem Namen Hannah „Girasol“. Bekannt ist ihr Youtube-Kanal vor allem durch Videos über sexuelle Aufklärung, in der sie auf die gesellschaftlichen Haltungen gegenüber der Sexualität eingeht und offen über Tabuthemen redet. Sie spricht u. a. über Selbstbefriedigung, Beziehungen, Pornos, LGBTQ+, Konsens, Menstruation und Körperwahrnehmung. Ihr Kanal wurde von über 730000 Menschen abonniert.
2017 veröffentlichte Witton ihr erstes Buch „Doing it: Let’s Talk about Sex“, welches ihre Erfahrungen zu sexueller Aufklärung zusammenfasst. In Deutschland erschien das Buch 2019 unter dem Namen „Untendrumherumreden“. In den Jahren 2016 bis 2018 produzierte sie zusammen mit den britischen Youtuberinnen Lucy Moon and Leena Norms den Internet-Buchclub „Banging Book Club“, der vornehmlich feministische Literatur besprach.
Seit dem 27. Mai 2019 produziert Witton die wöchentliche Podcast-Serie „Doing It“, in der sie mit verschiedenen Gästen Gespräche über Sexualität und Beziehung führt.
Des Weiteren war Witton Gast in mehreren Fernseh- und Radiosendungen. 2015 hielt sie einen TEDx-Talk bei TEDxClapham, 2018 wurde sie für einen The-Times-Artikel über Millennials und deren Sexualleben interviewed.
2016 startete Witton die Video-Serie „Hormon Diaries“, in welcher sie ihre Erfahrung mit dem Absetzen der Pille und den darauf folgenden körperlichen Veränderungen dokumentiert. Sie spricht mit verschiedenen Kollaborationspartnern über ihre Erfahrungen mit Menstruationszyklen, Hormone und Verhütung. Aufbauend auf dieser Serie erschien im Juni 2019 Wittons zweites Buch „The Hormone Diaries: The Bloody Truth About Our Periods“.
Seit ihrer Ileostomie spricht sie vermehrt über chronische Krankheiten und Behinderung. Auf ihrem Youtube-Kanal hielt sie ihren Genesungsprozess in mehreren Videos fest. Für das Buffer Festival 2018 in Toronto nahm sie eine einstündige Diskussion zum Thema Behinderung, Sex und Beziehungen auf. Sie ist außerdem Teil der „Not every disability is visible“-Kampagne von Crohn’s & Colitis UK.
Im Dezember 2023 gab sie bekannt ihren Kanal, der sich auf Sexualität und Beziehungen fokussierte, nicht mehr weiter zu führen.

## Auszeichnungen
Für ihren Kanal wurde Witton als eine von acht Girls’ Champions der BBC’s 100 Women-Kampagne 2016 sowie mit dem Cosmopolitan Influencer Award 2016 ausgezeichnet. 2017 gewann sie den UK Blog Award der Kategorie Dating, es folgte 2018 der Blogosphere Award für Vlogger des Jahres. Ihr Buch „Doing it: Let's Talk about Sex“ wurde zum Buch des Jahres bei den Summer in the City Awards 2017 gewählt.